# Ма Чжунъин
Ма Чжунъин (кит. трад. 馬仲英, упр. 马仲英, пиньинь Mǎ Zhòngyīng), имя при рождении Ма Буин (кит. трад. 馬步英, упр. 马步英, пиньинь Mǎ Bùyīng), по прозвищу Большой Конь, (1910—1936?) — дунганский военачальник, командир 36-й дивизии НРА Китайской республики, участник Синьцзянского восстания.

## Биография
Ма Чжунъин родился в 1910 году в области Хэчжоу провинции Ганьсу. Вступил в ряды мусульманского ополчения в 1924 году в возрасте 14 лет, и против воли своего начальника и дяди Ма Кучаня взял Даохэ и отразил контратаку войск Ма Линя. В 1929 году посещал нанкинскую Академию Вампу. Был назначен командиром 36-й дивизии НРА.
После того, как в апреле 1931 года в Хами разразилось антикитайское восстание, Ма повёл свою дунганскую дивизию на помощь восставшим единоверцам; сражаясь как с подразделениями губернатора Цзинь Шужэня, так и со свергнувшим его при советской поддержке Шэн Шицаем; в конечном итоге при осаде Урумчи войско Ма было разогнано 25 декабря 1933 г. советской авиацией — 2 лёгких бомбардировщика Р-5 под управлением Федора Полынина и Константина Шишкова атаковали войска Ма прямо в ходе штурма его солдатами городской стены Урумчи. После подавления восстания Ма воевал с прибывшими в регион советскими подразделениями. При этом, Ма всегда выказывал лояльность Нанкинскому гоминьдановскому правительству.
В апреле 1934 года в кашгарской мечети Ид Ках Ма произнёс речь, в которой назвал Шэн Шицая советской марионеткой и убеждал мятежных уйгуров возвратиться на сторону Нанкинского правительства.
Когда в 1936 году отряды Чжан Готао пересекли Хуанхэ и пошли на Синьцзян, Ма перешёл на советскую сторону, став советником по Синьцзяну, и выступая посредником между СССР и своими племянниками Ма Буфаном и Ма Хунбинем в попытках предотвратить столкновение клики Ма и войск Чжана. После поражения НОАК судьба Ма Чжунъина доподлинно неизвестна.

## Личность
Во время военных действий Ма использовал знамена и повязки Гоминьдана. Сам он носил такую повязку и форму Новой 36-й дивизии, чтобы показать, что он является законным представителем китайского правительства. Его войска пели маршевые песни китайских мусульман. Сам он имел при себе фисгармонию и часами играл на ней мусульманские гимны. Он носил пистолет Mauser и считал своими кумирами Чингисхана, Наполеона, Гинденбурга и Цзо Цзунтана.
Ма Чжунъин был очень амбициозным. По словам Свена Гедина, он мечтал о создании империи, которая включала бы в себя всю советскую и китайскую Среднюю Азию:

От китайцев, дунган и тюрков мы слышали, что планы Ма Чжунъина были гигантскими. Его амбиции не простирались так далеко, чтобы сравняться с Чингисханом, но он мог довольствоваться чем-то не ниже уровня Тамерлана. Тамерлан господствовал над всей Западной Азией, а в момент своей смерти он только начал кампанию против императора Китая Юнлэ. У него были шпионы и агенты по всему Восточному Туркестану и вплоть до Сучжоу через Дуньхуан. Его преемник в наше время, Ма Чжунъин, должен был сначала завоевать весь Синьцзян и Ганьсу, а затем объединить со своим царством весь Русский Туркестан до Каспийского моря и границы Ирана. Сам он был магометанином, и его целью было подчинить своему скипетру весь тюркский мир в Центральной Азии. Он должен был стать султаном Турана, так же как Реза-шах в Тегеране был царём Ирана.
Оригинальный текст (англ.)We heard from Chinese, Tungans and Turkis alike that Ma Chung-yin’s plans were gigantic. His ambition did not go so far as to seek equality with Genghis Khan, but he was not content with anything below a level with Tamerlane. Timur the Lame had dominated the whole of Western Asia, and at the time of his death he had just begun a campaign against the Emperor of China, Yung Lo. He had spies and agents all over Eastern Turkestan and as far as Suchow by way of Tun-hwang. His successor in our time, Ma Chung-yin, was first to conquer the whole of Sinkiang and Kansu, and then unite with his kingdom the whole of Russian Turkestan as far as the Caspian Sea and the frontier of Iran. He was himself a Mohammedan, and his aim was to bring the whole of the Turki world in Central Asia under his sceptre. He would become Sultan in Turan, just as Riza Shah in Teheran was King of Iran.

В 1930-е годы русский белоэмигрант, водитель немецкого агента Георга Вейселя в Синьцзяне побоялся встретиться с генералом Ма Чжунъином, сказав: «Вы же знаете, как дунганы ненавидят русских». Вейселю пришлось выдать водителя за немца.